# Імператор Ґо-Коґон
Імператор Ґо-Ко́ґон (яп. 後光厳天皇, ごこうごんてんのう, ґо-коґон тенно; 23 березня 1338 — 13 березня 1374) — 4-й Імператор Північної династії Японії, синтоїстське божество. Роки правління: 25 вересня 1352 — 6 квітня 1371. Брат свого попередника на троні — імператора Суко. Ім'я перекладається як «Пізній Коґон», що розглядається низкою дослідників як Коґон II.
З 1911 року в японській історіографії Імператори Південної династії почали вважатися представниками головної лінії Імператорського Дому, тому Імператор Ґо-Коґон став 4-м Імператором Північної династії. До того часу Імператори Північної династії розглядалися як законні спадкоємці Імператорського Дому, відповідно Імператор Ґо-Коґон називався Імператором Японії. 
1371 року зрікся престолу на користь свого сина та продовжував правити країною як ексімператор до своєї смерті 1374 року.

## Біографія
Син імператора Коґона і Хідеко, доньки Сандзьо Кінхіде. При народженні звався принц Іяхіто. Спочатку планувалося зробити його мондзекі (буддійським священником) у монастирі Мйохо-ін. 1351 року сьогун Асікаґа Такаудзі вирішив замиритися з імператором Ґо-Муракамі з Південного двору. Тому змусив імператора Суко зректися трону. Але 1352 року відбулися події, відомі як смута років Канно, внаслідок чого війська Південного двору залишили Кіото, прихопивши з собою відставних імператорів Суко, Коґона і Комьо, а також спадкоємця трону Тадахіто. У відповідь сьогун поставив на трон молодшого брата Суко — принца Іяхіто.
Втім стикнувся з новими спробами Південного двору відвоювати столицю. У липні 1353 року імператор вимушен був тікати до о.Кодзіма в провінції Міно. Зміг повернутися у серпні того ж року завдяки військовим діям сьогуна Асікаґа Такаудзі. З січня до квітня 1355 року війська Південного двору знову зайняли Кіото. Ґо-Коґон сховався у храмі Мусадера у провінції Омі. 1357 стався перший конфлікт з відставним імператором Суко, коли перейшов з поетичної школи Кьоґоку до школи Нідзьо, підтвердивши рішення сьогуна про створення антології вака «Нова Тисячорічна збірка вака» («Сінсендзай вака-сю»). Її склав Нідзьо Тамемаса. Також замість біви (лютні), традиційної для його родлинної лінії династії, став вивчати сью, що був улюбленим інструментом Південної династії.
У 1362 році вороже військо знову на 20 діб захопило столицю. В цей період вплив на будь-які державні справи з боку імператора практично зник. 1363 року наказав створити нову антологію віршів «Сінсюй вака-сю». У грудні 1364 року ворожі війська знову змусили імператора тікати зі столиці, куди він повернувся лише у серпні 1366 року. Лише 1368 року сьогун Асікаґа Йосіміцу зміг поліпшити ситуацію, забезпечивши безпеку столиці та імператорського двору. 
1370 року вирішив зректися трону на користь свого сина Охіто, що зустріло невдаволення відставного імператора Суко, що бажав зробити спадкоємцем свого сина — принца Йосіхіто. Але канрей Хосокава Йоріюкі був на боці Осіхіто, тому вже 1371 року Ґо-Коґон зміг зректися трону на користь свого сина, що став відомий як імператор Ґо-Ен'ю. 
У свою чергу Ґо-Коґон став верховним імператором. Створив інтьо (раду з різних прохань), що займалася синтоїстськими ритуалами, переміщенням святинь. Тричі на місяць брав участь у розгляді судових позовів, пов'язаними з монастирями, храмами, святиннями, імператорським почтом. Брав активну участь у  розробці та прийнятті Закону Оан — про судове переслідування придворної знаті. 1373 року долучився до вирішення суперечки між ченцями монастиря Кофукудзі з почтом верховного імператором. У розпал цього він помер від віспи у січні 1374 року.
Помер від під час епідемії віспи 1374 року. 
Імператор досяг успіху в поезії вака, 45 його віршів були відібрані для імператорських антологій.

## Генеалогічне дерево
|  |  |           |           |           |           |           |           |  |  |              |              |              |              |              |              |  |  |             |             |             |             |             |             |  |  | Харухіто            |                     |                     |                     |                     |                     |  |  |                    |                    |                    |                    |                    |                    |  |  |  |  |
|  |  |           |           |           |           |           |           |  |  |              |              |              |              |              |              |  |  |             |             |             |             |             |             |  |  |                     |                     |                     |                     |                     |                     |  |  |                    |                    |                    |                    |                    |                    |  |  |  |  |
|  |  |           |           |           |           |           |           |  |  |              |              |              |              |              |              |  |  |             |             |             |             |             |             |  |  |                     |                     |                     |                     |                     |                     |  |  |                    |                    |                    |                    |                    |                    |  |  |  |  |
|  |  | (1) Коґон | (1) Коґон | (1) Коґон | (1) Коґон | (1) Коґон | (1) Коґон |  |  | (3) Суко     | (3) Суко     | (3) Суко     | (3) Суко     | (3) Суко     | (3) Суко     |  |  | Йосіхіто    | Йосіхіто    | Йосіхіто    | Йосіхіто    | Йосіхіто    | Йосіхіто    |  |  | Садафуса            | Садафуса            | Садафуса            | Садафуса            | Садафуса            | Садафуса            |  |  | (102) Ґо-Ханадзоно | (102) Ґо-Ханадзоно | (102) Ґо-Ханадзоно | (102) Ґо-Ханадзоно | (102) Ґо-Ханадзоно | (102) Ґо-Ханадзоно |  |  |  |  |
|  |  | (1) Коґон | (1) Коґон | (1) Коґон | (1) Коґон | (1) Коґон | (1) Коґон |  |  | (3) Суко     | (3) Суко     | (3) Суко     | (3) Суко     | (3) Суко     | (3) Суко     |  |  | Йосіхіто    | Йосіхіто    | Йосіхіто    | Йосіхіто    | Йосіхіто    | Йосіхіто    |  |  | Садафуса            | Садафуса            | Садафуса            | Садафуса            | Садафуса            | Садафуса            |  |  | (102) Ґо-Ханадзоно | (102) Ґо-Ханадзоно | (102) Ґо-Ханадзоно | (102) Ґо-Ханадзоно | (102) Ґо-Ханадзоно | (102) Ґо-Ханадзоно |  |  |  |  |
|  |  |           |           |           |           |           |           |  |  |              |              |              |              |              |              |  |  |             |             |             |             |             |             |  |  |                     |                     |                     |                     |                     |                     |  |  |                    |                    |                    |                    |                    |                    |  |  |  |  |
|  |  | (2) Комьо | (2) Комьо | (2) Комьо | (2) Комьо | (2) Комьо | (2) Комьо |  |  |              |              |              |              |              |              |  |  |             |             |             |             |             |             |  |  |                     |                     |                     |                     |                     |                     |  |  | Садацуне           | Садацуне           | Садацуне           | Садацуне           | Садацуне           | Садацуне           |  |  |  |  |
|  |  |           | (2) Комьо | (2) Комьо | (2) Комьо | (2) Комьо | (2) Комьо |  |  |              |              |              |              |              |              |  |  |             |             |             |             |             |             |  |  |                     |                     |                     |                     |                     |                     |  |  | Садацуне           | Садацуне           | Садацуне           | Садацуне           | Садацуне           | Садацуне           |  |  |  |  |
|  |  |           |           |           |           |           |           |  |  |              |              |              |              |              |              |  |  |             |             |             |             |             |             |  |  |                     |                     |                     |                     |                     |                     |  |  |                    |                    |                    |                    |                    |                    |  |  |  |  |
|  |  | Тьодзьохо | Тьодзьохо | Тьодзьохо | Тьодзьохо | Тьодзьохо | Тьодзьохо |  |  | (4) Ґо-Коґон | (4) Ґо-Коґон | (4) Ґо-Коґон | (4) Ґо-Коґон | (4) Ґо-Коґон | (4) Ґо-Коґон |  |  | (5) Ґо-Ен'ю | (5) Ґо-Ен'ю | (5) Ґо-Ен'ю | (5) Ґо-Ен'ю | (5) Ґо-Ен'ю | (5) Ґо-Ен'ю |  |  | (6 / 100) Ґо-Комацу | (6 / 100) Ґо-Комацу | (6 / 100) Ґо-Комацу | (6 / 100) Ґо-Комацу | (6 / 100) Ґо-Комацу | (6 / 100) Ґо-Комацу |  |  | (101) Сьоко        | (101) Сьоко        | (101) Сьоко        | (101) Сьоко        | (101) Сьоко        | (101) Сьоко        |  |  |  |  |
|  |  |           | Тьодзьохо | Тьодзьохо | Тьодзьохо | Тьодзьохо | Тьодзьохо |  |  | (4) Ґо-Коґон | (4) Ґо-Коґон | (4) Ґо-Коґон | (4) Ґо-Коґон | (4) Ґо-Коґон | (4) Ґо-Коґон |  |  | (5) Ґо-Ен'ю | (5) Ґо-Ен'ю | (5) Ґо-Ен'ю | (5) Ґо-Ен'ю | (5) Ґо-Ен'ю | (5) Ґо-Ен'ю |  |  | (6 / 100) Ґо-Комацу | (6 / 100) Ґо-Комацу | (6 / 100) Ґо-Комацу | (6 / 100) Ґо-Комацу | (6 / 100) Ґо-Комацу | (6 / 100) Ґо-Комацу |  |  | (101) Сьоко        | (101) Сьоко        | (101) Сьоко        | (101) Сьоко        | (101) Сьоко        | (101) Сьоко        |  |  |  |  |
|  |  |           |           |           |           |           |           |  |  |              |              |              |              |              |              |  |  |             |             |             |             |             |             |  |  |                     |                     |                     |                     |                     |                     |  |  |                    |                    |                    |                    |                    |                    |  |  |  |  |
|  |  | Дзюнсінай | Дзюнсінай | Дзюнсінай | Дзюнсінай | Дзюнсінай | Дзюнсінай |  |  |              |              |              |              |              |              |  |  |             |             |             |             |             |             |  |  |                     |                     |                     |                     |                     |                     |  |  | Оґава              | Оґава              | Оґава              | Оґава              | Оґава              | Оґава              |  |  |  |  |
|  |  | Дзюнсінай | Дзюнсінай | Дзюнсінай | Дзюнсінай | Дзюнсінай | Дзюнсінай |  |  |              |              |              |              |              |              |  |  |             |             |             |             |             |             |  |  |                     |                     |                     |                     |                     |                     |  |  | Оґава              | Оґава              | Оґава              | Оґава              | Оґава              | Оґава              |  |  |  |  |